# Rodigo
Rodigo es una localidad y comune italiana de la provincia de Mantua, región de Lombardía, con 5.177 habitantes.

## Evolución demográfica
| Gráfica de evolución demográfica de Rodigo entre 1861 y 2001 |
|                                                              |
| Fuente ISTAT - elaboración gráfica de Wikipedia              |